# Bílojetel bylinný
Bílojetel bylinný (Dorycnium herbaceum) je vytrvalá, okolo půl metru vysoká rostlina s hlávkami drobných bílých květů, jeden ze dvou druhů rodu bílojetel rostoucích na území České republiky. Je rozšířen od jihovýchodu Francie přes Německo, Polsko, Itálii, Balkán a Řecko až na severní pobřeží Malé Asie, okolí Kavkazu a západní pobřeží Kaspického moře. V české přírodě roste pouze ostrůvkovitě na jihovýchodní Moravě, v Bílých Karpatech a Zlínských vrších, většinou v nadmořské výšce od 180 do 450 m. V Čechách se vyskytuje jen řídce a je tam považován za nepůvodní rostlinu. V ČR je bílojetel bylinný hodnocen jako ohrožený druh (C3) české květeny.

## Taxonomie
Některými odborníky je bílojetel bylinný považován za pouhý poddruh bílojetele pětilistého a je popisován jako  Dorycnium pentaphyllum Vill. subsp. herbaceum Rouy. Stejně bývá i druhý bílojetel rostoucí v české přírodě, bílojetel německý, uváděn jako poddruh bílojetele pětilistého a je popsán jako  Dorycnium pentaphyllum Vill. subsp. germanicum (Gremli) Gams.

## Ekologie
Roste na travnatých a křovinatých stráních stepního charakteru, na kamenitých trávnicích, pastvinách, vinicích i po okrajích lesů. Nejčastěji se vyskytuje v nehlubokých půdách s vápencovým, dolomitovým nebo jiným bazickým podložím, míně často na písčinách. Jeho stanovištěm bývají teplá a výslunná místa od nížin až do podhůří.
Bílojetel bylinný je chamaefyt a ještě počátkem dubna jsou patrné pouze sterilní listové růžice. V průběhu května se počínají vytvářet prvá květní poupata, ta kvetou až do července a plody dozrávají v srpnu a září.

## Popis
Vytrvalá rostlina vysoká 30 až 70 cm s poléhavou až vystoupavou lodyhou rostoucí z dlouhého, kůlovitého kořene. Lodyha bývá jen řídce větvená, ve spodní části částečně dřevnatá, podélně rýhovaná a přitiskle chlupatá. Přisedlé listy s malými palisty vyrůstají střídavě, jsou pětičetné, bez vřetene a dlanitě složené. Krátce řapíkaté lístky jsou čárkovité, obkopinaté až podlouhle vejčité, obvykle 9 až 22 mm dlouhé a 3 až 8 mm široké, u báze bývají klínovité, na vrcholu okrouhlé, po obvodě celistvé a řídce chlupaté.
Květenství jsou hlávky o 5 až 25 šikmo odstávajících květech na kratičkých stopkách. Pětičetné květy nají zvonkovitý kalich asi 3 mm dlouhý, se zelenými trojúhelníkovitými lístky. Smetanově bílá nebo mírně narůžovělá koruna bývá 7 mm dlouhá, má obvejčitou pavézu delší než podlouhlá křídla s kapsami a mírně zakřivený člunek s fialovou skvrnou na vrcholu. Tyčinek je v květu devět se srostlými nitkami a jedna volná. Semeník je spodní, čnělka zakřivená a blizna kulovitá. Ploidie druhu je 2n = 14.
Plod je podlouhle eliptický, hnědě zbarvený, jednosemenný lusk dlouhý do 4 mm, který obsahuje podlouhlé, hnědé, 2 mm velké semeno. Hmotnost tisíce semen (HTS) je 1,8 gramů.

## Význam
Bílojetel bylinný se stal součástí některých regionálních travních směsí pro obnovu kvetoucích travnatých luk, konkrétně ho obsahuje "Bělokarpatká směs". Ta se používá při výsadbě biokoridorů a při zatravňování rozličných ochranných pásem.